# Замок Шарфенштайн (Рудные горы)
Замок Шарфенштайн (нем. Burg Scharfenstein) — средневековый замок на отроге над рекой Чопау в деревне Шарфенштайн в немецкой общине Дребах в федеральной земле Саксония.
Выстроенный около 1250 года для контроля над торговыми и военными путями через Рудные горы, замок принадлежал изначально дворянскому роду Вальденбургов — одному из влиятельнейших феодальных родов в мейсенском маркграфстве. Вальденбурги сумели создать в современной Средней Саксонии обширное владение, включавшее не только Вальденбург и Шарфенштайн, но также Рабенштайн с должностью фогта в Хемнице и Волькенштайн. Обременённые долгами, Вальденбурги были вынуждены в 1439 году уступить свой замок и все связанные с ними права саксонскому курфюрсту Фридриху; наследники последнего в 1492 году продали замок вместе с прилегающими деревнями Генриху фон Айнзиделю (нем. Heinrich von Einsiedel) — маршалу при мейсенском дворе. Во владении Айнзиделей замок оставался вплоть до 1931 года, перейдя затем в собственность фабриканта Ойлица, обустроившего здесь орнитологическую станцию.
После Второй мировой войны замок Шарфенштайн был национализирован, а на его территории была организована профессиональная школа уранового предприятия «Висмут». В 1951 году здесь был открыт интернат строгого режима для так называемых трудновоспитываемых подростков; орнитолоческая станция была перенесена в замок Августусбург.
В 1993 году Шарфенштайн перешёл в собственность новосозданной федеральной земли Саксония и в последующие годы подвергся комплексной реставрации, будучи приспособлен для музеального использования. В настоящее время замок находится под управлением государственной компании Staatliche Schlösser, Burgen und Gärten Sachsen gGmbH. Здесь размещаются музей рождественской деревянной игрушки и постоянная выставка народного творчества, а также экспозиция, посвящённая Карлу Штюльпнеру — «саксонскому Робин Гуду». С главной башни замка открывается хороший панорамный обзор долины реки Чопау.